# Capriccio (pel·lícula de 1987)
Capriccio és una pel·lícula de comèdia eròtica italiana estrenada en 1987, dirigida per Tinto Brass i protagonitzada per Nicola Warren i Andy J. Forest. És una adaptació de la novel·la Le lettere da Capri de Mario Soldati.

## Sinopsi
Jennifer (Nicola Warren) i Fred (Andy J. Forest) són una parella estatunidenca que es van conèixer durant el seu servei en la Segona Guerra Mundial a l'illa de Capri. L'any 1947 tornen a l'illa per a passar les seves vacances i els records del passat, així com les decepcions de la seva vida matrimonial. Jennifer coneix a Ciro (Luigi Laezza), un cambrer faldiller que la va desflorar i ara s'ha convertit en un proxeneta opulent, mentre que Fred troba a la prostituta Rosalba (Francesca Dellera). No obstant això, han d'adonar-se que els anys els han canviat molt més del que esperaven.

## Repartiment
| Actor               | Personatge     |
| ------------------- | -------------- |
| Nicola Warren       | Jennifer       |
| Andy J. Forest      | Fred           |
| Luigi Laezza        | Ciro           |
| Francesca Dellera   | Rosalba        |
| Isabella Biagini    | Stella Polaris |
| Vittorio Caprioli   | Don Vincenzo   |
| Venantino Venantini | Alfredo        |
| Beatrice Brass      | Alice          |